# Winterreise (Schubert)

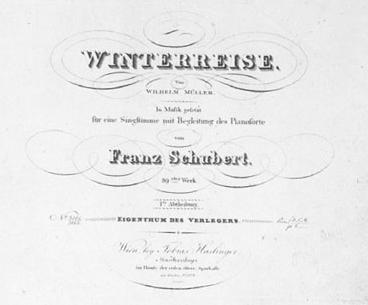
Titelblad van de eerste uitgave (1828)

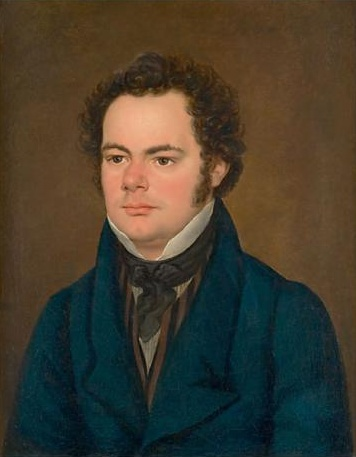
Franz Schubert in 1827
Portret toegeschreven aan Franz Eybl

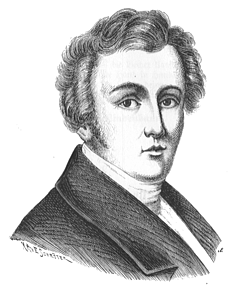
Wilhelm Müller

Winterreise (Winterreis) is een cyclus van 24 liederen, gecomponeerd door Franz Schubert (op. 89, D 911) voor zangstem en piano. De op muziek gezette gedichten zijn van Wilhelm Müller.De eerste "Abtheilung" van twaalf liederen werd voltooid in februari 1827, de tweede met de overige twaalf in oktober van dat jaar. 

## Inhoud
Het verhaal komt neer op het verslag van een voettocht zonder bestemming in de barre winter van een jongeman na een afwijzing in de liefde. In het vierentwintigste lied ontmoet hij de Leiermann, de speelman met de draailier, mogelijk een verpersoonlijking van de dood.

## Geschiedenis

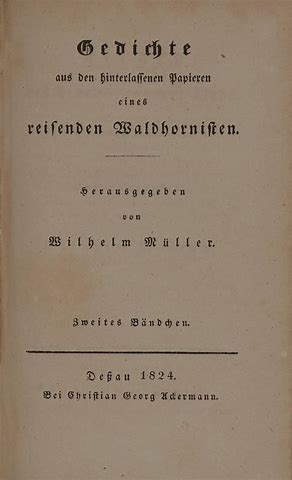
Titelpagina bundel uit 1824 waarin de eerste volledige gedichtencyclus Winterreise is opgenomen.

### Tekst
Er zijn vele analyses van de Winterreise gepubliceerd, ook  door uitvoerende kunstenaars als Dietrich Fischer-Dieskau, Gerald Moore en Ian Bostridge. Vele commentatoren plaatsen de cyclus in een politiek-maatschappelijk kader. In zijn boek Willst zu meinen Liedern deine Leier drehn? maakt de Duitse componist Wolfgang Hufschmidt een uitgebreide muzikaal-semantische analyse. Volgens hem levert de Winterreise kritiek op de "bevroren" maatschappij van de Restauratie.  In vrijwel alle commentaren wordt Winterreise als de zoektocht van de mens naar zichzelf geduid. In de negentiende eeuw gold een voettocht zonder bestemming dan ook als een vorm van zelfrealisatie. Eveneens is de cyclus opgevat als een metafoor voor een lijdensweg als de kruiswegstatie met vierentwintig verhaalmomenten eindigend met de katharsis door de dood. 
Na Die schöne Müllerin uit 1823 is de Winterreise de tweede liedercyclus die Schubert componeerde op gedichten van Wilhelm Müller. Diens poëzie werd in zijn tijd als 'middelmatig' omschreven, hij zou een 'minor poet' zijn. Deze kwalificatie zou door censoren in omloop zijn gebracht om zijn populaire status als maatschappij criticus te ondermijnen. 
Müller was van mening dat zijn poëzie aan kracht zou winnen door deze op muziek te zetten, aldus zijn dagboek: "Ooit komt er nog eens een fijnbesnaarde ziel die mijn verzen in "melodieën teruggeeft. De Leiermann uit het slotgedicht wordt ook gevraagd: "Willst du zu meine Liedern deine Leier drehen?" Het is niet bekend of hij evenals Schubert jong gestorven, overleden in1827 - eveneens het jaar van Schuberts eerste uitvoering van Winterreise - nog geweten heeft van de toonzetting van twee van zijn bekendste gedichtencycli.  
De eerste twaalf verzen publiceerde Müller in 1823 onder de titel Wanderlieder. In het volgende jaar verscheen de tweede helft van twaalf gedichten in zijn bekendste bundel Sieben und Siebzig Gedichte aus der hinterlassenen Papiere eines reisenden Waldhornisten. 
Winterreise wordt zowel als een monodrama beschouwd als een vorm van rollenlyriek: de ik-figuur spreekt met zichzelf, met de natuur en met zijn hart. Repeterende motieven zijn de liefde, doodsverlangen, tranen, verzet en berusting, maar bovenal het volhardend "wandern" zonder weegeklaag of opgeven, wat wel opgevat wordt als de metafoor voor het volbrengen levensreis tot de dood ondanks verlies, lijden en tegenspoed. 

### Muziek
Een jaar voor zijn dood in 1827 schreef Schubert aan een vriend: "Elke avond als ik naar bed ga hoop ik dat ik de volgende morgen niet meer wakker word en elke morgen keert het verdriet van de vorige dag weer terug." In deze stemming en slechte lichamelijke conditie kwamen de al ten dode opgeschreven componist de gedichten van Müller onder ogen.
Van de Winterreise bestaan twee manuscripten waarvan de eerste door de vele wijzigingen niet meer leesbaar is. Dit vroeg om een tweede  versie die zich eveneens kenmerkt door veel  veranderingen. In de uitvoering door Schubert voor de eigen vriendenkring waren zijn toehoorders geschokt: "Wir waren über die düstere Stimmung dieser Lieder ganz verblüft." En de reacties op de eerste openbare uitvoering waren niet onverdeeld gunstig gezien de recensies in de kranten.
Het eerste deel van de in twee gelijke  delen opgesplitste cyclus Van Müller eindigt met het troosteloze "Einsamkeit", want Schubert schreef "Finis". Pas in de herfst van 1827 kwam het tweede twaalftal in zijn bezit. Zo kreeg dat deel met het openingslied "Die Post" waarin een hoorn schalt een energiek karakter ten opzichte van het voorafgaande troosteloze "Einsamkeit", wat de nodige kritiek met zich meebracht. Schubert hield zich niet geheel aan de volgorde van de gedichten van Müller.

Schubert stond naar de traditie van de Erste Berliner Liedschule eenvoudige melodieën als die van volksliederen voor, maar werd tevens geïnspireerd door liederen van grote voorgangers als Mozart ("Das Veilchen") en Beethoven ("Adelaïde'). Leerde voorheen de affektenleer van Bach, Händel en zelfs Haydn en Mozart dat bepaalde emoties gekoppeld werden aan een bepaalde toonsoort en accoordgang, Schubert deed dat vooral door een afwisseling van mineur en majeur toonsoorten. Bij hem kreeg ook het begeleidend instrument een zelfstandige rol in plaats van een voornamelijk dienende, waarbij de niet uitgesproken gevoelens in de tekst door de piano werden waargenomen. Een nog niet eerder gehoorde vorm van liedkunst waarmee zijn vrienden aanvankelijk moeite hadden. In de cyclus bestaat er verband tussen de verzen, in muzikale zin is die echter niet of nauwelijks aanwezig in de vorm van motieven of toonsoorten. Sommige liederen zijn ook doorgecomponeerd en krijgen geen afzonderlijke melodie zoals in volksliederen.

## Liederen

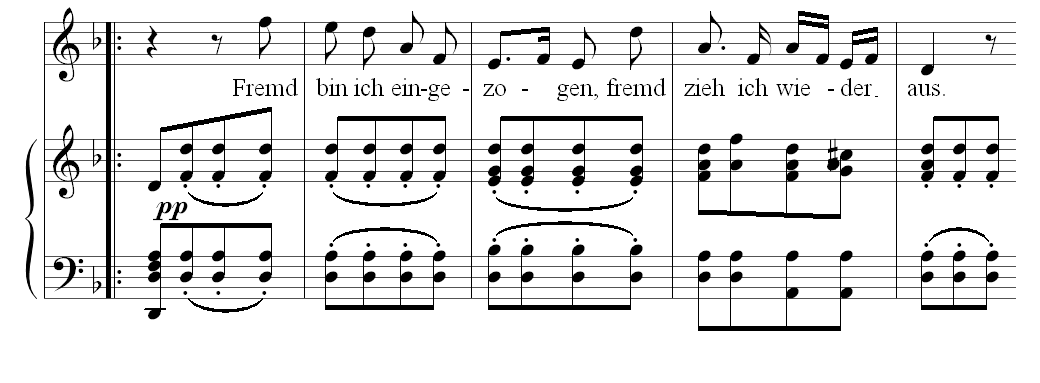
Begin van het eerste lied, Gute Nacht

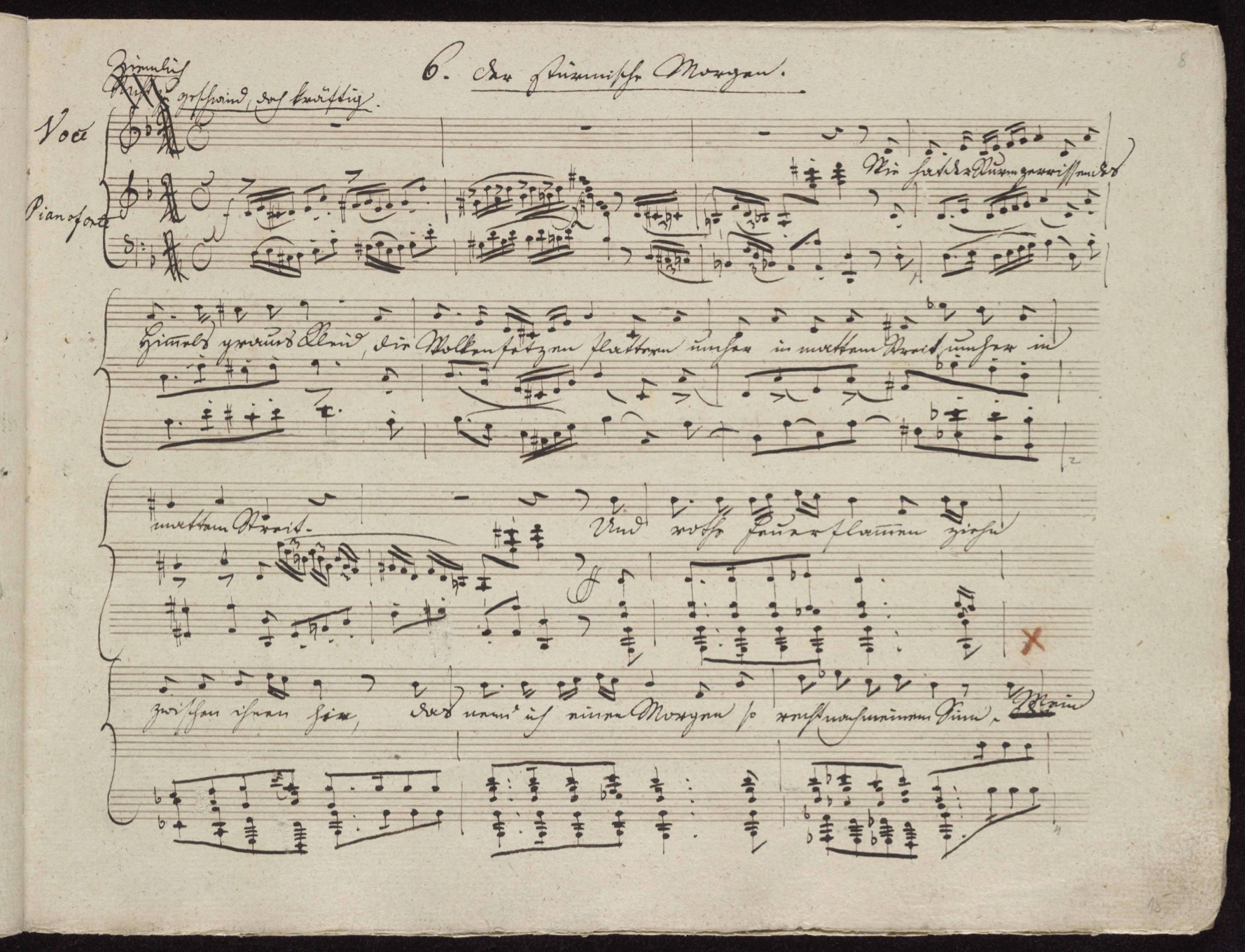
Schuberts manuscript Der stürmische Morgen (lied nr.18)

Die Nebensonnen (Winterreise 23), olieverfschilderij van Ingo Kühl, 1996

1. "Gute Nacht"
2. "Die Wetterfahne"
3. "Gefror'ne Thränen"
4. "Erstarrung"
5. "Der Lindenbaum"
6. "Wasserflut"
7. "Auf dem Flusse"
8. "Rückblick"
9. "Irrlicht"
10. "Rast" (twee versies)
11. "Frühlingstraum"
12. "Einsamkeit" (twee versies)
13. "Die Post"
14. "Der greise Kopf"
15. "Die Krähe"
16. "Letzte Hoffnung"
17. "Im Dorfe"
18. "Der stürmische Morgen"
19. "Täuschung"
20. "Der Wegweiser"
21. "Das Wirtshaus"
22. "Mut"
23. "Die Nebensonnen"
24. "Der Leiermann" (twee versies)

## Bewerkingen
- In 1993 werd een bewerking van deze cyclus gemaakt door Hans Zender voor tenor en klein orkest: Winterreise, eine komponierte Interpretation.
- De dove acteur Horst Dittrich vertaalde de tekst van de liederencyclus in 2007 in de Oostenrijkse gebarentaal en nam hem in de jaren 2008 en 2009, in Wenen, Salzburg en Villach in een productie van ARBOS - Vereniging voor muziek en theater met pianist Gert Hecher en bariton Rupert Bergmann, gefilmd door Olgierd Koczorowski (PZG Szczecin, 2009).
- Jan Rot maakte een zogenaamde hertaling in het Nederlands van de liederen onder de titel Winterreis, opgenomen in 2002 door bariton Maarten Koningsberger en pianist Roger Braun.
- De oorspronkelijke tekst met nevengeschikt een berijmde en identiek metrische vertaling zie de pagina https://nl.wikisource.org/wiki/Die_Winterreise
- Bladmuziek van Winterreise op de website van het International Music Score Library Project
- Ingo Kühl Winterreise – 24 Bilder zum gleichnamigen Liederzyklus von Franz Schubert, Berlijn 1996.[1]